# Wereldkampioenschappen zeilwagenrijden
Het Wereldkampioenschap zeilwagenrijden is een door de Internationale Vereniging voor Zeilwagensport (FISLY) georganiseerd kampioenschap voor zeilwagenracers. 

## Historiek
De eerste editie van het wereldkampioenschap vond plaats in 1975 in het Duitse Sankt Peter-Ording.

## Edities
| Editie | Jaar | Locatie                                       |
| ------ | ---- | --------------------------------------------- |
| 1      | 1975 | Sankt Peter-Ording (BRD)                      |
| 2      | 1980 | Oostduinkerke (België)                        |
| 3      | 1981 | Hardelot (Frankrijk)                          |
| 4      | 1987 | Lytham St Annes (Verenigd Koninkrijk)         |
| 5      | 1993 | Sankt Peter-Ording (Duitsland)                |
| 6      | 1998 | De Panne (België)                             |
| 7      | 2000 | Terschelling (Nederland) Portbail (Frankrijk) |
| 8      | 2002 | Ivanpah Dry Lake (Verenigde Staten)           |
| 9      | 2004 | Sankt Peter-Ording (Duitsland)                |
| 10     | 2006 | Le Touquet (Frankrijk)                        |
| 11     | 2008 | Rada Tilly (Argentinië)                       |
| 12     | 2010 | De Panne (België)                             |
| 13     | 2012 | Cherrueix (Frankrijk)                         |
| 14     | 2014 | Smith Creek Playa (Verenigde Staten)          |
| 15     | 2018 | Sankt Peter-Ording (Duitsland)                |
| 16     | 2020 | Hakea Sanson (Nieuw-Zeeland)                  |
| 17     | 2024 | Asnelles                                      |